# Кучино (Владимирская область)
Кучино — деревня в Собинском районе Владимирской области России, входит в состав Куриловского сельского поселения.

## География
Деревня расположена в 5 км на запад от центра поселения деревни Курилово и в 15 км на север от райцентра города Собинка.

## История
В конце XIX — начале XX века деревня входила в состав Кочуковской волости Владимирского уезда, с 1924 года — в составе Ставровской волости. В 1859 году в деревне числилось 38 дворов, в 1905 году — 51 дворов, в 1926 году — 46 хозяйств.
С 1929 года деревня входила в состав Вагановского сельсовета Ставровского района, с 1932 года — в составе Юровского сельсовета Собинского района. С 1945 года деревня вновь в составе Ставровского района, с 1965 года — в составе Собинского района, с 1976 года деревня входила в состав Куриловского сельсовета, с 2005 года — Куриловского сельского поселения.

## Население
| 1859 | 1905 | 1926 | 2002 | 2010 | 2021 |
| ---- | ---- | ---- | ---- | ---- | ---- |
| 288  | ↘233 | ↘184 | ↘0   | →0   | →0   |